# Schloss Wellendingen

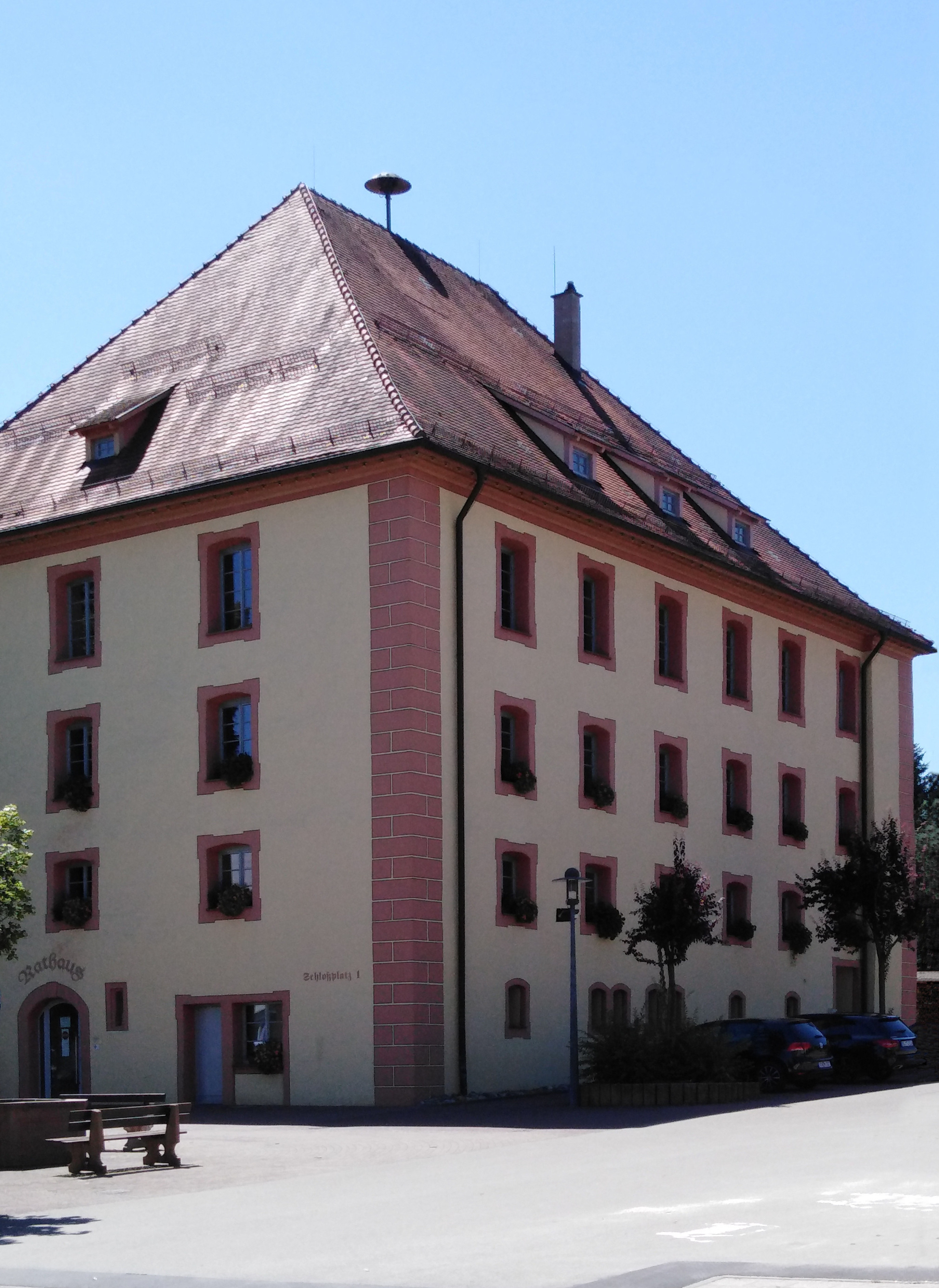
Schloss Wellendingen – heute Rathaus

Schloss Wellendingen ist ein Schloss in Wellendingen im Landkreis Rottweil in Baden-Württemberg. Es ist möglicherweise auf ein 1389 erwähntes Steinhaus zurückzuführen, das in der Landenbergischen Fehde (1539–41) als oberes Schloss mit dem Dorf eingeäschert wurde. Das Schloss wurde im 16. Jahrhundert – wie es die Pürschgerichtskarte zeigt – wieder aufgebaut und im 18. Jahrhundert renoviert. Nach seinem Verkauf 1824 wurde es als Schul- und Rathaus umgenutzt. Heute ist es Sitz der Gemeindeverwaltung. Das damals ebenfalls veräußerte kleinere untere Schloss war lange Zeit Gasthaus („Gasthaus zum Schlössle“).

## Geschichte
Die Besitzgeschichte ist der Oberamtsbeschreibung Rottweil über Wellendingen aus dem Jahr 1875 zu entnehmen: 1258 wird der Ortsadel auf Burg Wellendingen als Lehensleute der Grafen von Hohenberg erstmals erwähnt. Die Ortsherren verließen Wellendingen bereits im 13. Jahrhundert und nahmen in Haigerloch im Hag beim Römerturm in einem Schlösschen Wohnsitz. Es wurde später zum Hagschlösschen umgebaut. Nach den Pfusern nahmen die Ifflinger von Granegg das Schloss in Besitz. Das von den Ifflingern im 16. Jahrhundert neu erbaute Schloss wurde in der Landenbergischen Fehde 1540 zerstört. Die Rottweiler Pürschgerichtskarte von 1564 zeigt einen ummauerten und durch Rundtürme befestigten Steinbau mit Staffelgiebeln neben der Kirche. Bis Konrad von Humpis den Besitz auf seinen Enkel Konrad Sigmund von Freyberg übertrug, waren die Humpis von Waltram Besitzer des Schlosses. Bis zum Ende des alten Reiches waren die Freiherren von Freyberg Schlossherren in Wellendingen.
Im Jahr 1825 kaufte die Gemeinde von der Herrschaft Freyberg sämtliche noch nicht veräußerte Güter und Gebäude mit allen Gerechtigkeiten. Sie richtete im vormaligen alten Schloss ein Schul- und Rathaus ein, riss ein ehemaliges Sommerhaus ab und verkaufte das untere Schlösschen als Gasthaus. Auch das umfangreiche Ökonomiegebäude wurde abgebrochen. Die Güter, darunter der sehr geräumige Schlosshof und Schlossplatz, wurden an einzelne Bürger verkauft.

## Baubeschreibung
Von der befestigten Ummauerung existieren heute nur noch kleine Reste westlich des Gebäudes. Das Bauwerk ist ein einfacher, mit der Längsseite nach Norden ausgerichteter, rechteckiger dreigeschossiger Bau mit sechs auf drei Fensterachsen und einem steileren Walmdach, dessen Längsseite je drei Flachdachgauben auf jeder Seite aufweist. Die vier Ecken sind mit breiten Sandsteinen gequadert. Die Fenster sind ebenfalls in Sandstein gefasst. Westlich ist ein quadratischer Vorbau mit eigenem Zeltdach angegliedert.
Das untere Schloss (heute Gasthaus Schlössle) steht nur wenige Meter östlich des heutigen Rathauses als kleinerer langgestreckter Rechteckbau direkt an der Hauptstraße.